# Зезен
Зезен (нім. Seesen) — місто в Німеччині, розташоване в землі Нижня Саксонія. Входить до складу району Гослар.
Площа — 102,13 км2. Населення становить 19 125 ос. (станом на 31 грудня 2021).